# Jean Guérin (évêque)
Jean Guérin (mort à Grasse le 7 avril 1632) est un ecclésiastique qui fut évêque de Grasse de 1630 à 1632.

## Biographie
Aumônier du roi, il est nommé évêque de Grasse le 4 mars 1630 et consacré le 1er août par Gilles de Souvre l'évêque d'Auxerre. Il meurt d'une attaque en officiant dans sa cathédrale le 7 avril 1632.